# Bomaanslag op het Koning Davidhotel op 22 juli 1946

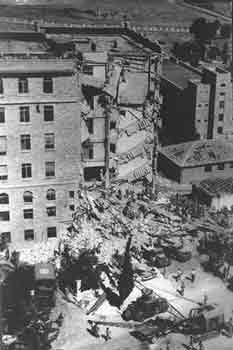
Het hotel na de terroristische aanslag

De bomaanslag op het Koning Davidhotel was een bomaanslag op 22 juli 1946 in het Koning Davidhotel in Jeruzalem, gericht tegen het Britse bestuur van het Mandaatgebied Palestina. In het hotel bevond zich het hoofdkwartier van het Britse bestuur, evenals afdelingen van het Britse leger en de politie. 
De aanslag werd uitgevoerd door de zionistische militie Irgoen (Irgun/Etsel). In totaal kwamen 91 personen om het leven, van wie 41 Arabieren, 28 Britten, 17 Joden, twee Armeniërs, een Rus, een Griek en een Egyptenaar. 46 personen raakten gewond. 
De leden van de Irgoen, verkleed als Arabieren brachten melkbussen het hotel binnen waarin de bom/bommen verstopt zaten, en lieten deze ontploffen.
De uitvoering van de aanslag was bevolen door Menachem Begin, het toenmalige hoofd van Irgoen en 31 jaar later premier van Israël.

## Motivatie en waarschuwing vooraf
De aanslag werd gepleegd als vergelding voor de Britse Operatie Agatha, door de Joden Zwarte Sabbat genoemd, waarbij de Britten op brute wijze Joodse dorpen en bedrijven hadden doorzocht op onder andere wapens. De Irgoen had het bij de aanslag gemunt op de zuidelijke vleugel van het hotel waar de Britten onder meer documenten bewaarden die informatie over Irgoen, Etsel en de Hagana bevatten.
De Irgoen heeft altijd volgehouden dat de Britten een kwartier ervoor gewaarschuwd waren voor de aanslag via een telefonisch bericht, iets wat de Britten ontkenden. Later bleek dat er wel een telefoontje was binnengekomen maar dat degene die de waarschuwing had ontvangen niets met de informatie had gedaan. De telefooncentrale bevond zich in de kelder van het hotel.
Volgens een Amerikaanse historicus werd de eerste waarschuwing in het Engels en het Hebreeuws om 12:22 in de namiddag telefonisch ontvangen door het hotel. Deze melding was echter genegeerd. Vijf minuten later werd het naast het hotel gelegen Franse Consulaat gewaarschuwd waarna aldaar ramen werden geopend om zodoende de schade door de ontploffing te beperken. Een derde waarschuwing werd doorgegeven aan de Palestine Post die de politie informeerde. De politie nam contact op met het hotel waarna zij de melding ditmaal wel serieus nam. Doordat dit pas in laatste instantie gebeurde was er weinig tijd overgebleven voor evacuatie.